# Asparn an der Zaya
Asparn an der Zaya là một thị xã thuộc huyện Mistelbach trong bang Niederösterreich.